# Bajesov estimator
U teoriji procene i teoriji odlučivanja, Bajesov estimator ili Bajesova akcija je procenjivač ili pravilo odlučivanja koje minimizira posteriornu očekivanu vrednost funkcije gubitka (tj. posteriorni očekivani gubitak). Ekvivalentno, maksimizira posteriorno očekivanje funkcije korisnosti. Alternativni način formulisanja estimatora u okviru Bajesove statistike je maksimalna aposteriorna procena.

## Definicija
Pretpostavimo da je poznato da nepoznati parametar {\displaystyle \theta } ima priornu raspodelu {\displaystyle \pi }. Neka je {\displaystyle {\widehat {\theta }}={\widehat {\theta }}(x)} procenjivač {\displaystyle \theta } (na osnovu nekih merenja x), i neka je {\displaystyle L(\theta ,{\widehat {\theta }})} funkcija gubitka, kao što je greška na kvadrat. Bajesov rizik od {\displaystyle {\widehat {\theta }}} je definisan kao {\displaystyle E_{\pi }(L(\theta ,{\widehat {\theta }}))}, gde se očekivanje preuzima po distribuciji verovatnoće od {\displaystyle \theta }: ovo definiše funkciju rizika kao funkciju {\displaystyle {\widehat {\theta }}}. Kaže se da je procenjivač {\displaystyle {\widehat {\theta }}} Bajesov procenjivač ako minimizira Bajesov rizik među svim procenjivačima. Ekvivalentno, procenjivač koji minimizira posteriorni očekivani gubitak {\displaystyle E(L(\theta ,{\widehat {\theta }})''zasvako<math>x} takođe minimizira Bajesov rizik i stoga je Bajesov procenjivač.
Ako je prior nepodesan onda se procenjivač koji minimizira posteriorni očekivani gubitak za svako {\displaystyle x} naziva generalizovani Bajesov procenjivač.

## Literatura
- Berger, James O. (1985). Statistical decision theory and Bayesian Analysis (2nd изд.). New York: Springer-Verlag. ISBN 0-387-96098-8. MR 0804611.
- Lehmann, E. L.; Casella, G. (1998). Theory of Point Estimation (2nd изд.). Springer. ISBN 0-387-98502-6.
- Pilz, Jürgen (1991). „Bayesian estimation”. Bayesian Estimation and Experimental Design in Linear Regression Models. Chichester: John Wiley & Sons. стр. 38–117. ISBN 0-471-91732-X.

## Spoljašnje veze
- Hazewinkel Michiel, ур. (2001). „Bayesian estimator”. Encyclopaedia of Mathematics. Springer.  978-1556080104.